# Dicraeosaurus sattleri
Dicraeosaurus sattleri ("reptil horquilla") es una especie del género extinto Dicraeosaurus de dinosaurio saurópodo dicreosáurido, que vivió a finales del período Jurásico, hace aproximadamente 150 a 145 millones de años, entre el Kimmeridgiense y el Titoniense, en lo que hoy es África. Fue descrito por primera vez por el paleontólogo alemán Werner Janensch en 1914, en su monografía sobre la fauna de las Formación de Tendaguru y fue encontrado durante las expediciones alemanas de 1909 a 1913. En Tendaguru  se pueden distinguir tres capas diferentes  en la que se producen los dinosaurios y con edades ligeramente diferentes, las margas de dinosaurios Inferior, Media y Superior. Los dos tipos de Dicraeosaurus por lo tanto no vivían juntos, se encontraron en diferentes capas, Dicraeosaurus hansemanni vivía en la Inferior y Media entre el Oxfordiano y el Kimeridgiano y Dicraeosaurus sattleri en la Superior del Titoniano. El sitio en Tendaguru representa una zona de marea en la costa y por lo tanto, probablemente no sea el hábitat real de Dicraeosaurus , que se encuentra más en el interior.